# Powiat telszewski
Powiat lub ujezd telszewski dawny powiat północno-zachodniej części guberni kowieńskiej, przy granicy gubernią kurlandzką i Prusami, z siedzibą w Telszach. Położony na terenie dzisiejszego okręgu telszańskiego na Litwie.